# 簡秀吉
簡 秀吉（かん ひでよし、2002年〈平成14年〉10月23日 - ）は、日本の俳優。京都府出身。元ボックスコーポレーション所属（2025年まで）。本名は簡 宏嘉（かん ひろよし）。

## 略歴
高校時代にはラグビーをしていたが、怪我をしてしまい、その後『今日、好きになりました。』に出演したことで事務所にスカウトを受けて、新しいことにチャレンジしてみたいと思い芸能界入り。
2021年1月よりボックスコーポレーションに所属。2022年3月、映画『私の卒業-第3期-「あしたのわたしへ」』で俳優活動を開始。『ナンバMG5』（フジテレビ）でドラマデビューした。
2022年9月、令和仮面ライダーシリーズ『仮面ライダーギーツ』（テレビ朝日）で、主人公の浮世英寿 / 仮面ライダーギーツ役を演じ、テレビドラマ初主演。12月、東映配給映画『仮面ライダーギーツ×リバイス MOVIEバトルロワイヤル』で前田拳太郎・木村昴と共に映画初主演。
2025年4月20日、ボックスコーポレーションを退所したことを発表した。

## 人物
- 三人兄弟の次男。愛称は「ひで」「簡きち」。趣味は野球、ラグビー。特技は空手[2][5][6]。学生時代はラグビー京都選抜に所属していた（背番号は5番）。
- 好きな仮面ライダーシリーズの作品は『仮面ライダー電王』と『仮面ライダーキバ』[5]。『電王』はベルトを買ってもらっており、映画も観に行ったという[5]。『ギーツ』の出演が決まってからは、『仮面ライダードライブ』も視聴した[5]。
- 憧れの俳優は小栗旬[5][8]。小栗の出演した番組『プロフェッショナル 仕事の流儀』や『情熱大陸』など見返しており、小栗に近づけることを目標にしている[5]。
- 『仮面ライダーギーツ×リバイス MOVIEバトルロワイヤル』の舞台挨拶で同作品および『ギーツ』のテレビシリーズの主題歌を担当している倖田來未らと登壇した際、倖田の口から簡と倖田の父親同士が友人であることが明かされた[14][15][16]。

## 出演

### テレビドラマ
- ナンバMG5（2022年4月13日 - 6月22日、フジテレビ） - 櫻井拓郎 役
- 仮面ライダーシリーズ（テレビ朝日）
  - 仮面ライダーリバイス 最終話（2022年8月28日） - 浮世英寿 役[17]
  - 仮面ライダーギーツ（2022年9月4日 - 2023年8月27日） - 主演・浮世英寿 / 仮面ライダーギーツ 役[9][10][11]
- 好きやねんけどどうやろか（2024年1月12日 - 3月15日、読売テレビ） - 主演・松本栄枝 役（西山潤とのダブル主演）[18]
- 君とゆきて咲く〜新選組青春録〜（2024年4月25日 - 9月12日、テレビ朝日） - 渋皮喜平 役[19]
- 伝説の頭 翔（2024年7月19日 - 9月6日、テレビ朝日） - 亀井礼音 役[20]
- わたしの宝物（2024年10月17日 - 12月19日、フジテレビ） - 殿山新之助 役[21]
- 修学旅行で仲良くないグループに入りました（2025年10月18日〈予定〉 - 、朝日放送テレビ） - 主演・渡会紬嵩 役（藤本洸大とのダブル主演）[22]

### ウェブドラマ
- キス×kiss×キス ～デキアイシンデレラ～ 第1話・第6話（2022年1月7日・1月21日、dTV）
- 仮面ライダーシリーズ - 浮世英寿 役
  - 仮面ライダーギーツ変身講座（2022年9月4日、YouTube）[23][24]
  - ギーツエクストラ 仮面ライダーパンクジャック（2023年5月21日、東映特撮ファンクラブ）[25]
  - ギーツエクストラ 緊急特番 蔵出し!デザグラスペシャル（2023年10月8日、東映特撮ファンクラブ）[26]
  - ギーツエクストラ 仮面ライダーゲイザー（2024年4月7日、東映特撮ファンクラブ）
- 【推しの子】（2024年11月28日 - 12月5日、Amazon Prime Video） - 鳴嶋メルト 役[27]

### 映画
- 私の卒業-第3期-「あしたのわたしへ」（2022年3月18日、マイシアターD.D.）[28]
- 仮面ライダーシリーズ（東映）
  - 劇場版 仮面ライダーリバイス バトルファミリア（2022年7月22日） - 仮面ライダーギーツの声[29]
  - 仮面ライダーギーツ×リバイス MOVIEバトルロワイヤル（2022年12月23日） - 主演・浮世英寿 / 仮面ライダーギーツ 役（前田拳太郎・木村昴とのトリプル主演）[13]
  - 映画 仮面ライダーギーツ 4人のエースと黒狐（2023年7月28日） - 主演・浮世英寿 / 仮面ライダーギーツ 役[30]
  - 仮面ライダー THE WINTER MOVIE ガッチャード&ギーツ 最強ケミー★ガッチャ大作戦（2023年12月22日） - 主演・浮世英寿 / 仮面ライダーギーツ 役（本島純政とのダブル主演）[31]
- HiGH&LOW THE WORST X（2022年9月9日、松竹）
- 威風堂々〜奨学金って言い方やめてもらっていいですか?〜（2024年8月30日、トリプルアップ） - 蛭間拓人 役[32]
- 【推しの子】-The Final Act-（2024年12月20日公開予定、東映） - 鳴嶋メルト 役[27]
- BATTLE KING!! Map of The Mind -序奏・終奏-（2025年2月14日・3月14日、SDP） - 山縣朱雀 役[33]

### オリジナルビデオ
- 仮面ライダーシリーズ
  - てれびくん超バトルDVD 仮面ライダーギーツ どやさ!? 男だらけのデザイアグランプリ 王蛇はオレだー!!（2023年） - 浮世英寿 / 仮面ライダーギーツ 役
  - よろずや!?ミッチー親方の一日（2023年12月6日） - 浮世英寿 役[34]
  - 仮面ライダーギーツ ジャマト・アウェイキング（2024年7月24日） - 主演・浮世英寿 / 仮面ライダーギーツ 役[35]

### 舞台
- 仮面ライダーシリーズ
  - 仮面ライダーギーツ GOLDEN DESIRE NIGHT（2023年5月3日・4日、グランドプリンスホテル新高輪） - 主演・浮世英寿 / 仮面ライダーギーツ 役[36]
  - 仮面ライダーギーツ ファイナルステージ（2023年9月16日、オリックス劇場 / 9月30日、福岡サンパレス / 10月7日、日本特殊陶業市民会館 / 10月14日・15日、昭和女子大学人見記念講堂） - 主演・浮世英寿 / 仮面ライダーギーツ 役[37]
  - 仮面ライダーガッチャード ガッチャンコFESTIVAL!!（2024年5月3日・4日） - 仮面ライダーギーツ 役[38]

### ウェブアニメ
- ギーツエクストラ ギーツあにめ あなざーぐらんぷり（2023年8月6日 - 2024年3月17日、東映特撮ファンクラブ） - 主演・浮世英寿 役[39]

### CM
- 丸大食品「仮面ライダーギーツ フィッシュソーセージ&ウインナー」（2022年）
- 東洋水産「赤いきつね 緑のたぬき×仮面ライダーギーツ」（2022年）
- 東洋水産「赤いきつね緑のたぬき」×「仮面ライダー THE WINTER MOVE ガッチャード＆ギーツ 最強ケミー★ガッチャ大作戦」（2023年）
- 大塚製薬　オロナミンC CM｜仮面ライダーギーツ 「夢をかなえるチカラ」篇（2023年）

### ウェブ番組
- 今日、好きになりました。（2019年6月10日 - 7月8日・15日 - 8月26日・2020年1月27日 - 3月9日、AbemaTV）
- ユカイツーカイ！ここがヒロイン旅のハイライトだ！増子、簡が見守る東映特撮ヒロイン旅！（2023年8月26日、東映特撮ファンクラブ）[40]
- ウラ仮面ライダー　(2022年8月7日 - 2023年8月20日、東映特撮ファンクラブ、YouTube)

### ゲーム
- 仮面ライダーシリーズ（アーケード） - 仮面ライダーギーツ 役
  - 仮面ライダーバトル ガンバライジング（2022年）[41]
  - 仮面ライダーバトル ガンバレジェンズ（2023年）

### 玩具
- 仮面ライダーギーツ DXスパイダーフォン（2022年10月29日、玩具ボイス）
- 仮面ライダーギーツ DXサウンドIDコアセット01（2023年7月、玩具ボイス）
- 仮面ライダーギーツ DXギーツワンネスサウンドコアID（2023年11月29日、玩具ボイス）
- 仮面ライダーギーツ PREMIUM DXマグナム&ブーストレイズバックル（2024年1月、玩具ボイス）
- 仮面ライダーギーツ DXファイナルステージサウンドコアIDセット（2024年3月、玩具ボイス）
- 仮面ライダーギーツ DX仮面ライダーギーツサウンドコアID (英寿&ツムリver.) + 仮面ライダーコアIDセット03（2024年8月、玩具ボイス）
- 仮面ライダーギーツ PREMIUM DXブーストマークIXレイズバックル（2024年10月、玩具ボイス）
- 仮面ライダーギーツ PREMIUM DXマグナムシューター40X（2024年11月、玩具ボイス）
- 仮面ライダーギーツ PREMIUM DXメモリアルブーストマークIIレイズバックル（2024年12月、玩具ボイス）
- 仮面ライダーギーツ PREMIUM DXメモリアルフィーバースロットレイズバックル（2024年12月、玩具ボイス）
- 仮面ライダーギーツ PREMIUM DXメモリアルワンネスレイズバックル（2025年2月、玩具ボイス）
- 仮面ライダーギーツ PREMIUM DXメモリアルコマンドツインバックル（2025年12月、玩具ボイス）
- 仮面ライダーギーツ PREMIUM DXレイジングソード（2025年12月、玩具ボイス）
- 仮面ライダーギーツ PREMIUM DXメモリアルドゥームズギーツレイズバックル（2026年1月、玩具ボイス）
- 仮面ライダーギーツ PREMIUM DXメモリアルパワードビルダーバックル&ギガントバックルセット（2026年1月、玩具ボイス）

## ディスコグラフィ

### キャラクターソング
| 発売日        | 商品名                       | 歌                                   | 楽曲                               | 備考                                                             |
| ------------- | ---------------------------- | ------------------------------------ | ---------------------------------- | ---------------------------------------------------------------- |
| 2023年9月20日 | 仮面ライダーギーツ SONG BEST | 浮世英寿（簡秀吉）                   | 「Star Of the Stars Of the Stars」 | 特撮テレビドラマ『仮面ライダーギーツ』関連曲                     |
| 2023年9月20日 | 仮面ライダーギーツ SONG BEST | 浮世英寿（簡秀吉）、ジーン（鈴木福） | 「Live for the moment」            | 特撮テレビドラマ『仮面ライダーギーツ』挿入歌                     |
| 2024年3月8日  | CREATORs                     | PRAYERs                              | 「CREATORs」                       | Vシネクスト『仮面ライダーギーツ ジャマト・アウェイキング』挿入歌 |

## 書籍

### 写真集
- 簡秀吉 1st写真集『IKKAN』（2023年8月31日、KADOKAWA）[44]ISBN 978-4-0489-7625-1

### ユニットメンバー
1. ↑  浮世英寿（簡秀吉）、桜井景和（佐藤瑠雅）、鞍馬祢音（星乃夢奈）、吾妻道長（杢代和人）、ツムリ（青島心）